# Didi-Stone
Didi-Stone, née le 17 juillet 1999  à Neuilly-sur-Seine, est une mannequin franco-congolaise, personnalité du monde de la mode, ambassadrice nationale de bonne volonté pour l'UNICEF en RDC et philanthrope.

## Biographie

### Enfance et éducation
De son nom complet Didi-Stone Naïke Olomidé, elle est la fille du chanteur congolais Koffi Olomidé et d'Aliane Olomide. Elle naît le 17 juillet 1999  à Neuilly-sur-Seine,. Elle est élevée entre la France et la république démocratique du Congo. Elle a obtenu un baccalauréat littéraire en France avant de poursuivre ses études à l'EBS Paris - European Business School qui est une école de commerce privée française. Par la suite, elle entre à l'EIDM, une Fashion Business School, où elle obtient un bachelor en «fashion business» en 2021.

### Carrière
Didi-Stone fait son entrée dans l'industrie de la mode lorsqu'elle a 15 ans, après avoir été remarquée dans la rue par un recruteur[réf. souhaitée]. Elle fait ses premières photos et premiers défilés. Elle est d'abord représentée par l'agence Elite et enfin Ford Model.
À 16 ans, un premier article lui est consacré par le magazine Vogue. Elle participe à des campagnes pour les marques Jean Paul Gaultier, Fenty Beauty, Hugo Boss, Balmain, Mugler, Versace, Fendi, L'Oréal et Dolce & Gabbana.
Elle apparait dans des revues comme Vanity Fair, Paris Match, Forbes, Vogue et The New York Times.
Elle devient en 2020 ambassadrice de L'Oréal. Elle est présente dans plusieurs campagnes digitales de la marque. En 2021, Didi Stone a participé au prestigieux défilé de L'Oréal Paris aux côtés de figures influentes comme Liya Kebede, Soo Joo Park, ainsi que des égéries régulières telles qu'Aishwarya Rai, Aja Naomi King, Camila Cabello et Helen Mirren. Cet événement significatif réunit les ambassadeurs internationaux de la marque, soulignant ainsi l'engagement de L'Oréal Paris envers la diversité et l'émancipation.
Didi Stone défile pour de grandes marques et créateurs renommés, parmi lesquels L'Oréal Paris, BOSS, 3.Paradis et Etam (où elle a participé à deux défilés), ainsi que des maisons de haute couture telles que Stéphane Rolland et Tony Ward.
Elle a été mise en avant en couverture et a contribué à plusieurs éditoriaux pour des magazines de renom tels que Forbes , Grazia Italie, LVR Magazine de Luisaviaroma ou encore Amina Magazine.
En 2023, elle est devenue le nouveau visage et l'égérie de la campagne "Satin Royale" de Vlisco, qui est affichée dans plusieurs pays d'Afrique tels que la République démocratique du Congo, la République du Congo, la Côte d'Ivoire, le Benin ou encore le Gabon.
Didi Stone apparaît dans le classement 2024 Forbes Afrique 30 Under 30 et fait également la couverture du magazine. Ce classement met en avant les jeunes talents du continent africain et de la diaspora, célébrant les leaders, créateurs, influenceurs, artistes et sportifs de moins de 30 ans qui transforment avec détermination le paysage économique, culturel et social de l'Afrique.
Elle apparaît en 2024, dans les paroles de la musique de l'artiste français Tiakola "Manon B", ce qui a entraîné un coup de projecteur sur son nom.
En décembre 2024, Didi Stone a assuré le rôle d’hôte pour deux événements majeurs : le Mother Africa,en Côte d’Ivoire, une célébration de la culture africaine et de l’unité du continent, ainsi que le Concert Solidarité Congo, à l’Accor Arena Bercy, aux côtés de Nordine Gonso et Saber Defarges, un événement caritatif en soutien à la paix et au développement en République Démocratique du Congo.

### Vie privée
Didi Stone est chrétienne, le 2 juillet 2023, elle publie sur ses réseaux sociaux une vidéo de son baptême par immersion.

## Engagements
Didi-Stone est nommée ambassadrice de l'Unicef pour la république démocratique du Congo en mars 2022, avec des missions particulières pour les sujets qui touchent les jeunes filles, et notamment les mariages forcés.
En mars 2022, Didi Stone a participé à un panel à New York après la projection de la mini-série "Vaillante" de l’UNICEF, qui abordait le mariage des enfants en Afrique de l’Ouest et du Centre. Son intervention a souligné l'importance de l'éducation des filles dans la lutte contre ce phénomène, en rappelant que chacun a un rôle à jouer pour retarder et prévenir ces mariages préjudiciables.
En novembre-décembre 2022, Didi Stone a pris part activement au Forum des Filles de la RDC à Kinshasa. Cet événement a réuni 100 jeunes filles venues de la République Démocratique du Congo et de 12 autres pays africains, âgées de 13 à 24 ans. Organisé par le Ministère du Genre, Famille et Enfant en collaboration avec le Ministère de la Jeunesse, Nouvelle Citoyenneté et de la Cohésion Sociale, le Ministère des Affaires Sociales et l'UNICEF, ce forum avait pour objectif d'encourager les filles à devenir des actrices de changement et de paix au sein de leurs communautés et de la société. Sous le thème « Je suis ici pour être entendue », les participantes ont eu l'occasion de discuter de leurs priorités, défis et attentes, tout en explorant des solutions aux problèmes tels que les discriminations, inégalités et violences quotidiennes auxquelles elles font face. Ce rassemblement a été une plateforme cruciale pour amplifier la voix des jeunes filles et promouvoir un environnement propice où elles peuvent interagir avec des femmes aux parcours diversifiés, inspirantes par leurs carrières et leurs expériences.
Elle participe en Mai 2024 au premier Forum International de la Jeunesse pour la Paix, axé sur le thème « Femmes engagées pour la paix et la solidarité ». Elle y a témoigné de son rôle en tant qu'ambassadrice de l’UNICEF Congo, engagée dans la protection des jeunes filles contre les mariages forcés et les violences dans les zones de conflits. Cet événement a été soutenu par l'UNESCO et l'Union européenne.